# 代扬
代扬（法語：Daillens）是瑞士联邦西部法语区的沃州下设的一个镇。在行政上属于沃州格罗区管辖。代扬的总面积为5.52平方公里。截至2010年底，总人口为887。

## 地理
西以沃诺日河为界。